# Бушетич, Тодор
Тодор Бушетич (серб. Тодор Бушетић; Рековац, 1864 — Польна, 1919) — сербский этнограф и учитель. Занимался изучением исторической области Левач. Собранные им песни и мелодии из Левача были обработаны Стеваном Мокраняцем.

## Биография
Родился в 1864 году в Рековаце. В 1883 году окончил педагогическую школу и стал учителем в деревне Лочика. Позднее был переведён в деревню Польна, где проживал до своей смерти.
В конце XIX века Бушетич начал изучение Левача, его работы публиковались в Сербском этнографическом сборнике, изданном Сербской королевской академией. Самый значительный труд Бушетича — «Левач» (1903), опубликованное в «Сербском этнографическом сборнике», редактором которого тогда был Йован Цвийич. В этой работе Бушетич представил данные о географии, местной культуре, обычаях, деревенской архитектуре и происхождении населения.
Его работа  «Сербские народные песни и танцы с мелодиями из Левача» (1902) была музыкально оформлена Стеваном Мокраняцем.

## Значительные работы
- Сербские народные песни и танцы с мелодиями из Левача (1902)[3]
- Левач (1903)[4]
- Народная медицина сербских крестьян в Левче (1911)[6]
- Технические работы сербских крестьян в Левче и Темниче (1925)[7]

## Награбы
- Орден Святого Саввы 5-й степени (1901)[1]